# Трихром Массона

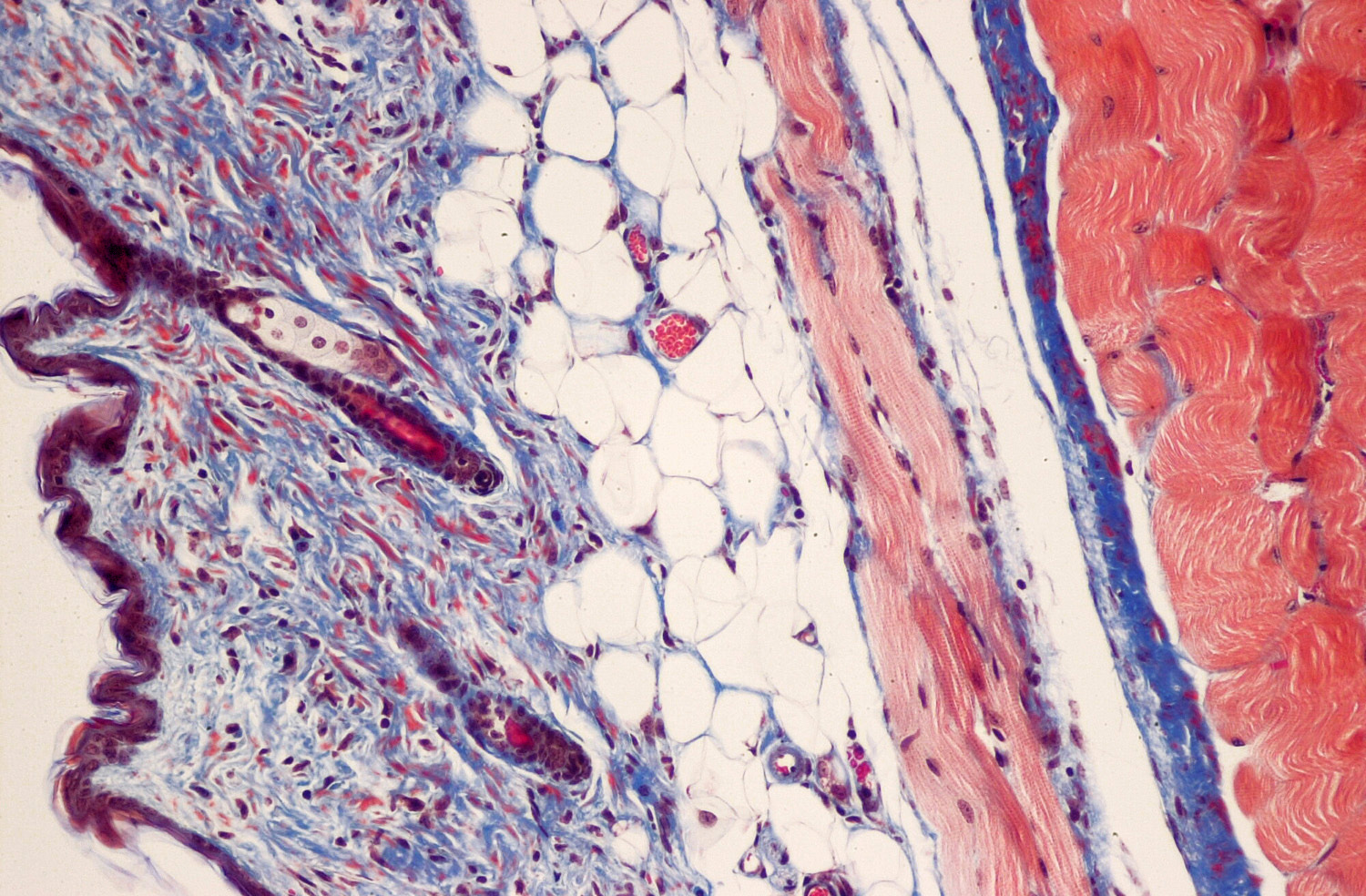
Препарат кожи мыши, окрашенный трихромом Массона.

Трихро́м Массо́на (Окраска трихромом по Массону) — вариант трёхцветного  окрашивания микропрепаратов, который позволяет различить коллагеновые волокна, фибрин, мышечную ткань и эритроциты. Является самым распространенным методом трёхцветного окрашивания.
Трихром Массона подходит для распознавания фиброза различных органов и тканей, цирроза, миодистрофий, а также, в сочетании с другими методиками, для диагностики миофибромы Применяется для рутинного окрашивания биопсий печени и почек.
Окраска названа именем канадского гистопатолога Клода Л. Пьера Массона (1880–1959).
Модификацию Трихром Лилли также зачастую также называют трихромом Массона.

## Процесс окрашивания
Трихроматическая окраска достигается путем погружения фиксированного образца в железный гематоксилин Вейгерта, а затем в три различных раствора, обозначенных A, B и C:
Гематоксилин Вейгерта — последовательность из трех растворов:  хлорида железа (III) в разбавленной соляной кислоте, гематоксилина в 95% этаноле и раствора  феррицианида калия, подщелоченного  боратом натрия. Гематоксилин Вейгерта используется для окрашивания ядер.
- Раствор А содержит фуксин, Понсо 2R[англ.], ледяную уксусную кислоту и дистиллированную воду.
- Раствор B содержит фосфомолибденовую или фосфотунгстовую кислоту в дистиллированной воде.
- Раствор C содержит светло-зеленый SF[англ.] или, в качестве альтернативы, Зелёный прочный FCF. Он используется для окрашивания коллагена. Зеленый цвет можно заменить метиленовым синим[6].

## Результат окрашивания
- Ядра окрашиваются в черный, если используется железный гематоксилин Вейгерта. При использовании раствора гематоксилина Gill № 3 окрашиваются в синий.
- Цитоплазма и мышечные волокна окрашиваются в красный.
- Коллаген окрашивается в синий (в изначальном варианте окраски Массона — в зелёный; использование анилинового синего было предложено Ральфом Д. Лилли[7][6])

Окраска часто сочетается с окраской по Верхоффу. Эта комбинация красителей выделяет черным цветом эластин, что позволяет отличить мелкие артерии от вен.

## Галерея

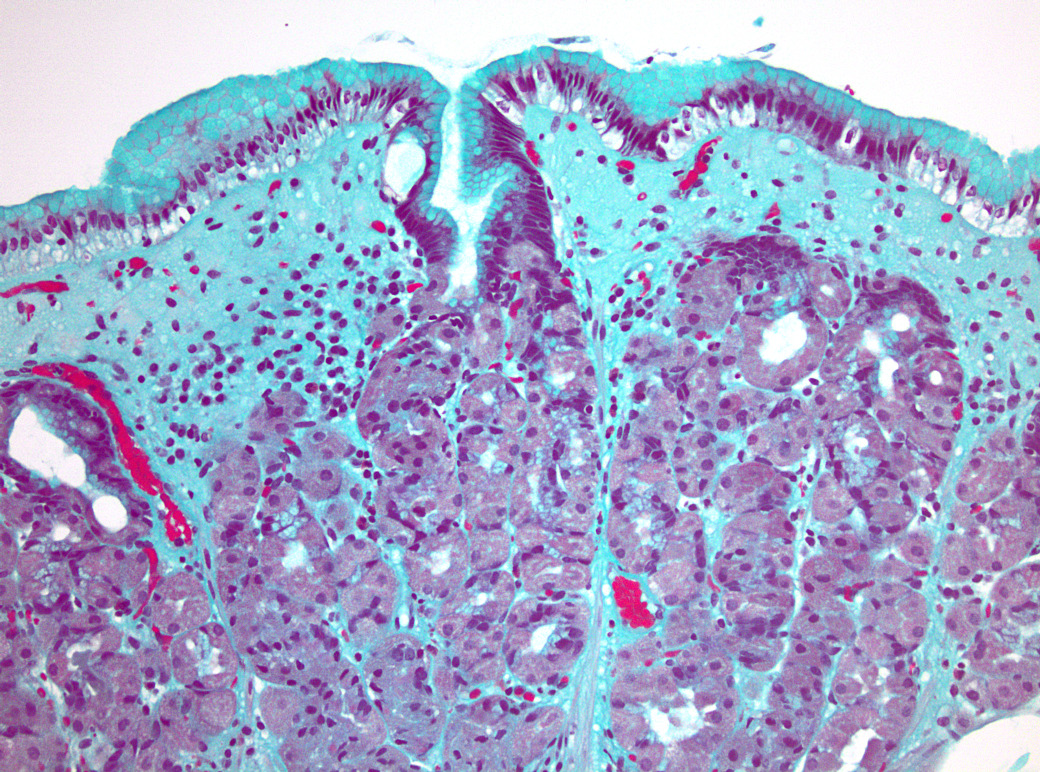
Коллагеновый гастрит, окраска трихромом Массона
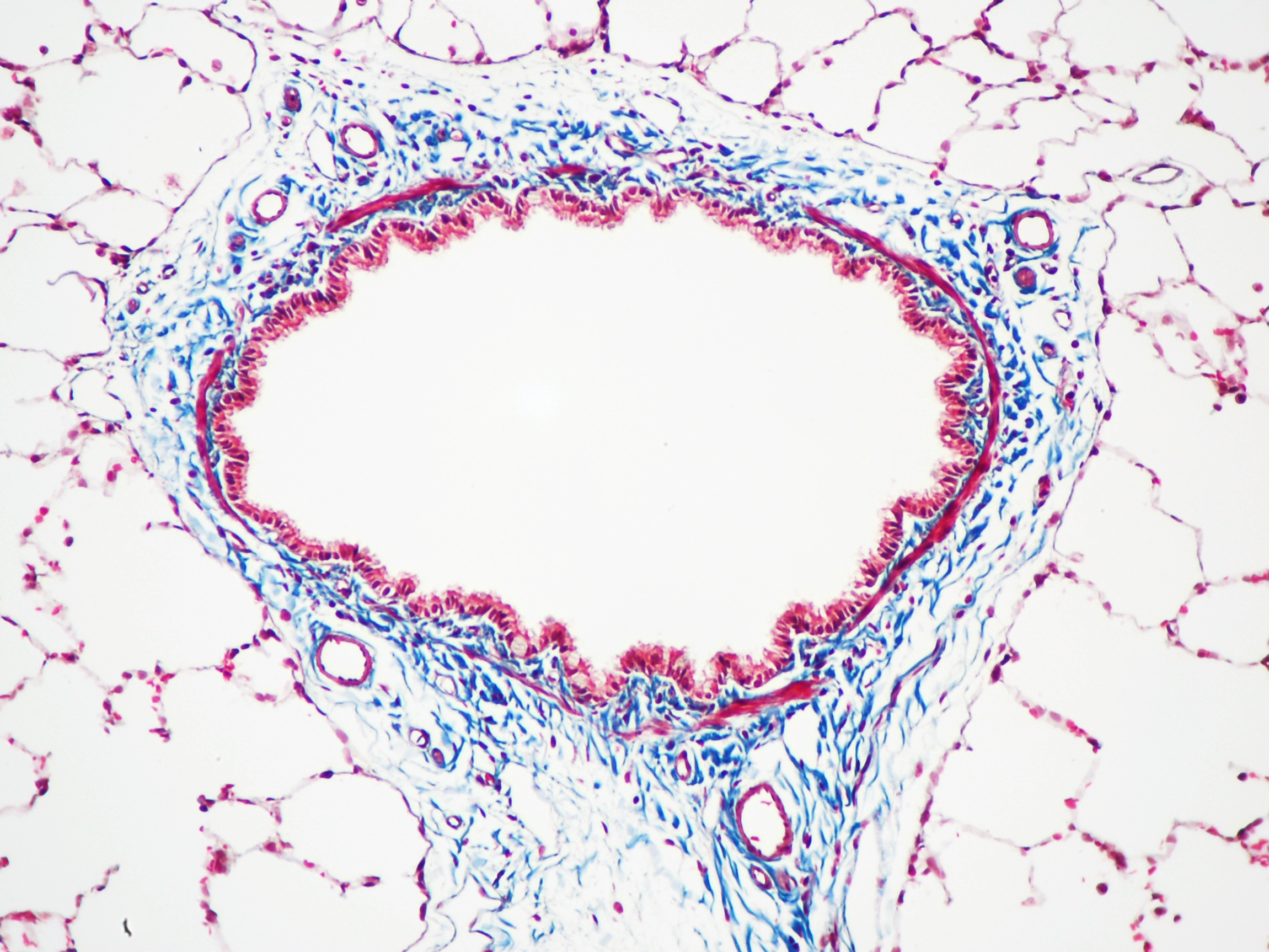
Бронх крысы, окраска трихромом Массона
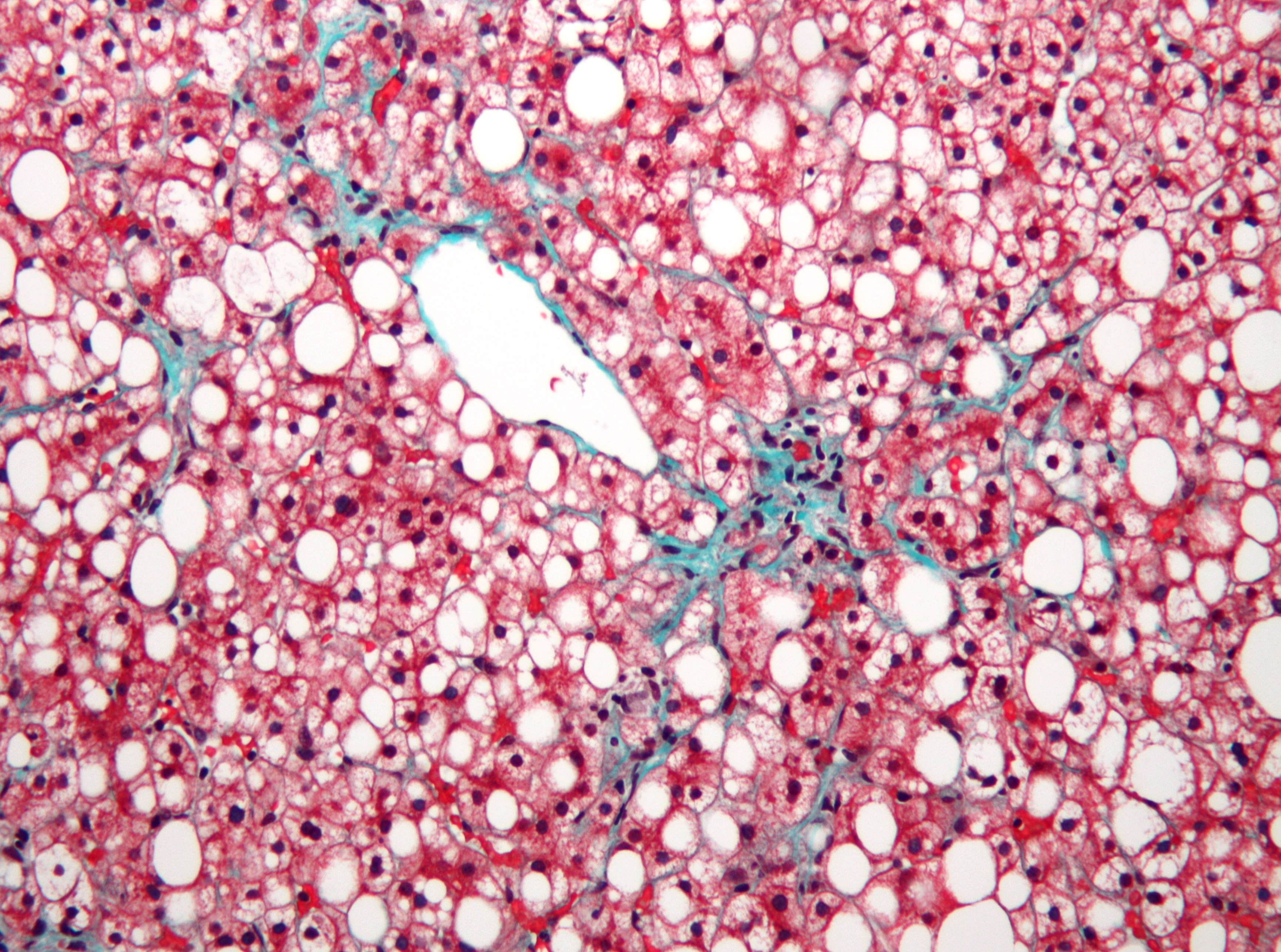
Неалкогольная жировая болезнь печени, окраска трихромом Массона-Верхоффа